# Rutherfordia major
Rutherfordia major är en insektsart som först beskrevs av Cockerell 1894.  Rutherfordia major ingår i släktet Rutherfordia och familjen pansarsköldlöss. Inga underarter finns listade i Catalogue of Life.